# Omasan Buwa
Omasan Tokurbo Buwa (sinh năm 1965, London) là một nhân viên xã hội và nhà bình luận truyền thông ở Nigeria. Bà có bằng Cử nhân Luật của Đại học Bắc Luân Đôn. Thông qua sự nghiệp của mình, Buwa đã làm việc như một người mẫu, người dẫn chương trình truyền hình, nhà hàng và nữ diễn viên.

## Tuổi thơ và cuộc sống cá nhân
Buwa sinh ra ở Paddington, London. Năm bảy tuổi, bà chuyển đến Nigeria với mẹ bà là giáo viên và người đứng đầu bộ phận phục vụ của hãng hàng không Nigeria. Buwa theo học trường Cao đẳng Chính phủ Ikorodu. Ở đó, bà tỏ ra thích thú với việc đọc, tranh luận và điền kinh. Buwa đăng ký học tại Đại học Maiduguri để học tiếng Anh. Buwa trở thành người mẫu thời trang. Đại lý của bà là công ty người mẫu Pandora. Buwa làm việc cho các nhà thiết kế bao gồm Dakova và Labanella và cho các công ty quảng cáo như Insight Communication và Rosabel. Buwa kết hôn và có một cô con gái và hai con trai sinh đôi. Bà sau đó đã ly hôn.

## Cuộc thi
Năm 1986, Buwa đã tham dự cuộc thi Hoa hậu Nigeria và thua Stella Okoye. Năm 1987, bà đại diện cho Warri và giành giải Cô gái xinh đẹp thứ hai tại cuộc thi ở Nigeria. Lễ đăng quang của bà đã bị phá rối bởi sự phản đối từ khán giả ủng hộ Á hậu 1, Niki Onuaguluchi, người đã bay từ Los Angeles để tham gia cuộc thi. Các thẩm phán đã bảo vệ quyết định của họ với lý do Onuaguluchi, người có chiều cao 5'6 có cơ hội ít hơn so với các đối thủ tại cuộc thi Hoa hậu Liên lục địa sắp tới. Về phần mình, Buwa đã cáo buộc bà mang theo những người ủng hộ để cổ vũ bà đến chiến thắng. Trong năm của bà là người chiến thắng, báo chí Nigeria mô tả Buwa rất độc đáo và tomboy. Năm 1988, Buwa đại diện cho Nigeria trong các cuộc thi Hoa hậu Hoàn vũ, Hoa hậu Liên lục địa và Hoa hậu Thế giới. Sau đó, bà đăng ký lại tại Đại học Maiduguri. Tuy nhiên, cơ quan có thẩm quyền chủ yếu là người Hồi giáo đã từ chối đăng ký của Buwa vì bà đã tham gia các cuộc thi sắc đẹp.

## Nghề nghiệp
Buwa làm việc như một nữ diễn viên. Bà đã đóng vai chính trong bộ phim, Scatter Pictures, và trong các vở kịch truyền hình Memories and Ripples. Bà cũng từng làm người dẫn chương trình truyền hình cho bữa sáng cuối tuần có tên Morning Ride phát trên NTA 2 Channel 5. Buwa cũng xuất hiện trong các phân đoạn thường xuyên trên truyền hình BEN, báo lá cải London.
Buwa đã mua một quán bar và nhà hàng nhạc jazz ở Lagos. Sau đó, bà mở một thẩm mỹ và mỹ phẩm kinh doanh sắc đẹp. Sau này, Buwa đã mở một công ty người mẫu có tên "Queens LT" với nhà thiết kế thời trang, Funmi Ajila.
Buwa sau đó chuyển đến thành phố New York, nơi bà làm việc như một chuyên gia trang điểm. Khách hàng của bà bao gồm Naomi Campbell và Mary J. Blige.
Buwa trở về Anh và năm 2002, nhận bằng luật từ Đại học Bắc Luân Đôn. Sau đó, bà trở về Mỹ, nơi bà được thuê làm luật sư, một nhân viên xã hội cho những đứa trẻ có nhu cầu đặc biệt. Buwa cũng làm việc bán thời gian như một người mẫu ở Ohio.
Buwa viết các cột cho The Diasporan Star, một tạp chí Nigeria có trụ sở tại Mỹ. Bà cũng viết chuyên mục "Thế hệ tối đa" cho Tạp chí Whispaz.

## Công tác xã hội
Năm 2009, Buwa trở lại Nigeria để tiếp tục công việc hoạt động xã hội của mình. Tiến sĩ Emmanuel Uduaghan, thống đốc bang Delta, Nigeria, đã hỗ trợ chương trình của Buwa có tên là "Rise", giúp đáp ứng nhu cầu của người khuyết tật. Ở Nigeria, Buwa đã xuất hiện trên các chương trình phát thanh chính trị xã hội và đã viết cho các tạp chí. Bà cũng tạo ra một thực thể gọi là "Maximillia 3", cố vấn cho những người trẻ tuổi quan tâm đến sự nghiệp trong ngành truyền thông và không khuyến khích phụ nữ trẻ trong ngành công nghiệp làm đẹp. Các con trai của Buwa đã giúp mở rộng dự án 